# 祐子内親王家紀伊

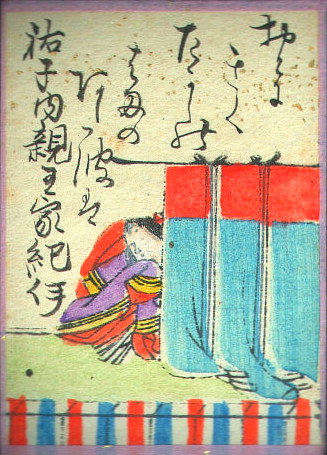
祐子内親王家紀伊／近世の百人一首かるた

祐子内親王家紀伊（ゆうしないしんのうけ の きい、生没年不詳）は、平安時代院政期の日本の女流歌人で、後朱雀天皇の皇女祐子内親王の女房。女房三十六歌仙の一人。一宮紀伊、紀伊君とも呼ばれる。従五位上民部大輔春宮亮平経方の娘とも、藤原師長の娘である堀河院御乳母典侍紀伊三位師子と同一人物ともいわれており父親は定かではない。母は「岩垣沼の中将」の作者祐子内親王家小弁（こべん）。紀伊守藤原重経（素意法師）は兄とも夫とも言われている。

## 経歴
母と同じく祐子内親王家に出仕したこと以外は、伝記的情報はほとんど知られていない。歌人としての活動は、永久元年（1113年）「少納言定通歌合」への出詠まで確認されている。

## 作品
| 歌集名         | 作者名表記       | 歌数 | 歌集名         | 作者名表記       | 歌数 | 歌集名         | 作者名表記                | 歌数 |
| -------------- | ---------------- | ---- | -------------- | ---------------- | ---- | -------------- | ------------------------- | ---- |
| 後拾遺和歌集   | 一宮紀伊         | 1    | 金葉和歌集     | 一宮紀伊         | 3    | 詞花和歌集     | 一宮紀伊                  | 2    |
| 千載和歌集     |                  |      | 新古今和歌集   | 祐子内親王家紀伊 | 2    | 新勅撰和歌集   | 祐子内親王家紀伊          | 1    |
| 続後撰和歌集   | 祐子内親王家紀伊 | 5    | 続古今和歌集   | 祐子内親王家紀伊 | 1    | 続拾遺和歌集   |                           |      |
| 新後撰和歌集   |                  |      | 玉葉和歌集     | 祐子内親王家紀伊 | 4    | 続千載和歌集   | 祐子内親王家紀伊          | 3    |
| 続後拾遺和歌集 | 祐子内親王家紀伊 | 4    | 風雅和歌集     |                  |      | 新千載和歌集   | 祐子内親王家紀伊          | 2    |
| 新拾遺和歌集   | 祐子内親王家紀伊 | 1    | 新後拾遺和歌集 |                  |      | 新続古今和歌集 | 祐子内親王家紀伊 一宮紀伊 | 1    |

| 名称                                 | 時期                     | 備考                                                    |
| ------------------------------------ | ------------------------ | ------------------------------------------------------- |
| 祐子内親王名所合                     | 康平4年（1061年）        | 「一宮紀伊君」名で出詠し持2                             |
| 内裏歌合右方後番                     | 承暦2年（1078年）4月30日 | 「一宮紀伊君」名で出詠し持2                             |
| 高陽院殿七番和歌合（前関白師実歌合） | 寛治8年（1094年）8月10日 | 「紀伊君」名で行家と番い勝3持2                          |
| 堀河院艶書合                         | 康和4年（1102年）        | 百人一首に選ばれた「音に聞く」の歌を収める              |
| 左近権中将俊忠朝臣家歌合             | 長治元年（1104年）       | 「紀伊君」名で尾張君と番い持                            |
| 堀河百首                             | 長治2年（1105年）        | 「紀伊 祐子内親王家、平経方女、紀伊守重経妻、仍号紀伊」 |
| 少納言定通歌合                       | 永久元年（1113年）       |                                                         |

私家集
- 『一宮紀伊集』藤原定家筆本が伝存している。群書類従本は『祐子内親王家紀伊集』と題されている。

## 百人一首
- 72番[3]

## 逸話
- 大久保利通の詠として、

明治時代に高師の浜（現在の浜寺公園付近）の松が薪や材木として伐採されることを嘆いた歌で、この紀伊の歌の本歌取りである。現在は『惜松碑』と呼ばれる石碑が建てられている。